# Schlacht bei Loos
Die Schlacht bei Loos war eine Schlacht an der Westfront im Ersten Weltkrieg zwischen britischen und deutschen Truppen als britischer Beitrag zur Herbstschlacht bei La Bassée und Arras. Die Schlacht wurde vom 25. September 1915 bis zum 14. Oktober 1915 um die Stadt Loos (heute Loos-en-Gohelle) in Frankreich geführt und war Teil der Septemberoffensive der Westalliierten der Entente im Artois und in der Champagne (Herbstschlacht in der Champagne), mit der die deutsche Front noch vor Einbruch des Winters durchbrochen werden und das verbündete Russland an der Ostfront entlastet werden sollte.

## Vorgeschichte
Die BEF sollte mit ihrer Offensive die linke Flanke der französischen Offensive im Artois decken. Da die starken deutschen Befestigungen um Loos durch verschiedene geographische Gegebenheiten noch verstärkt wurden, äußerten die britischen Feldkommandeure Bedenken gegen den Angriff, welche jedoch vom britischen Kriegsminister Lord Kitchener mit der Aufforderung beiseite gewischt wurden, notfalls schwerste Verluste hinzunehmen. Zusätzlich zu den starken deutschen Befestigungen kam ein Mangel an ausreichender Artillerieunterstützung auf britischer Seite. Dies sollte jedoch durch den umfangreichen Einsatz von Giftgas wettgemacht werden.

## Beteiligte Truppen und Gelände

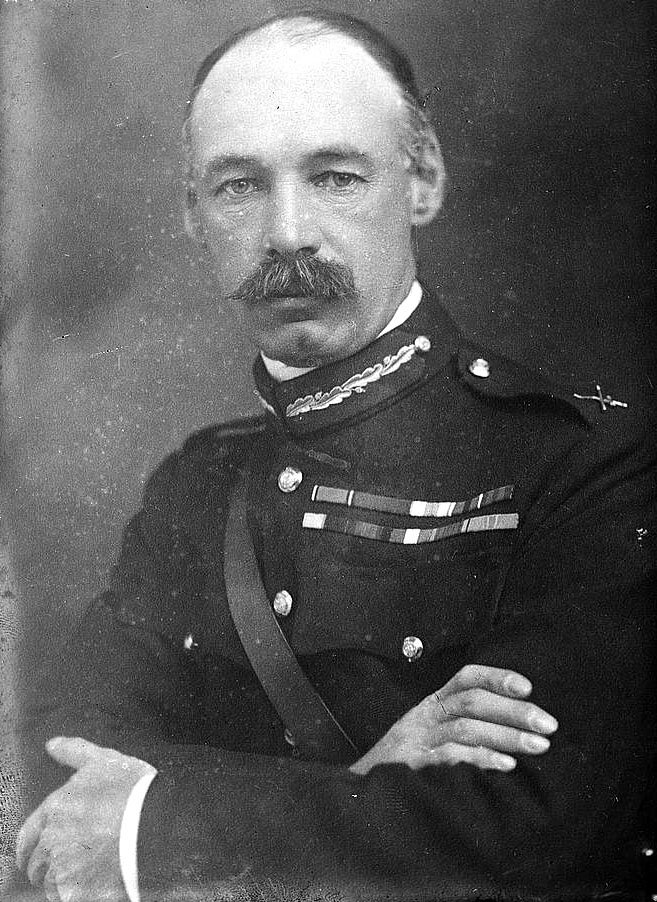
General Henry Rawlinson

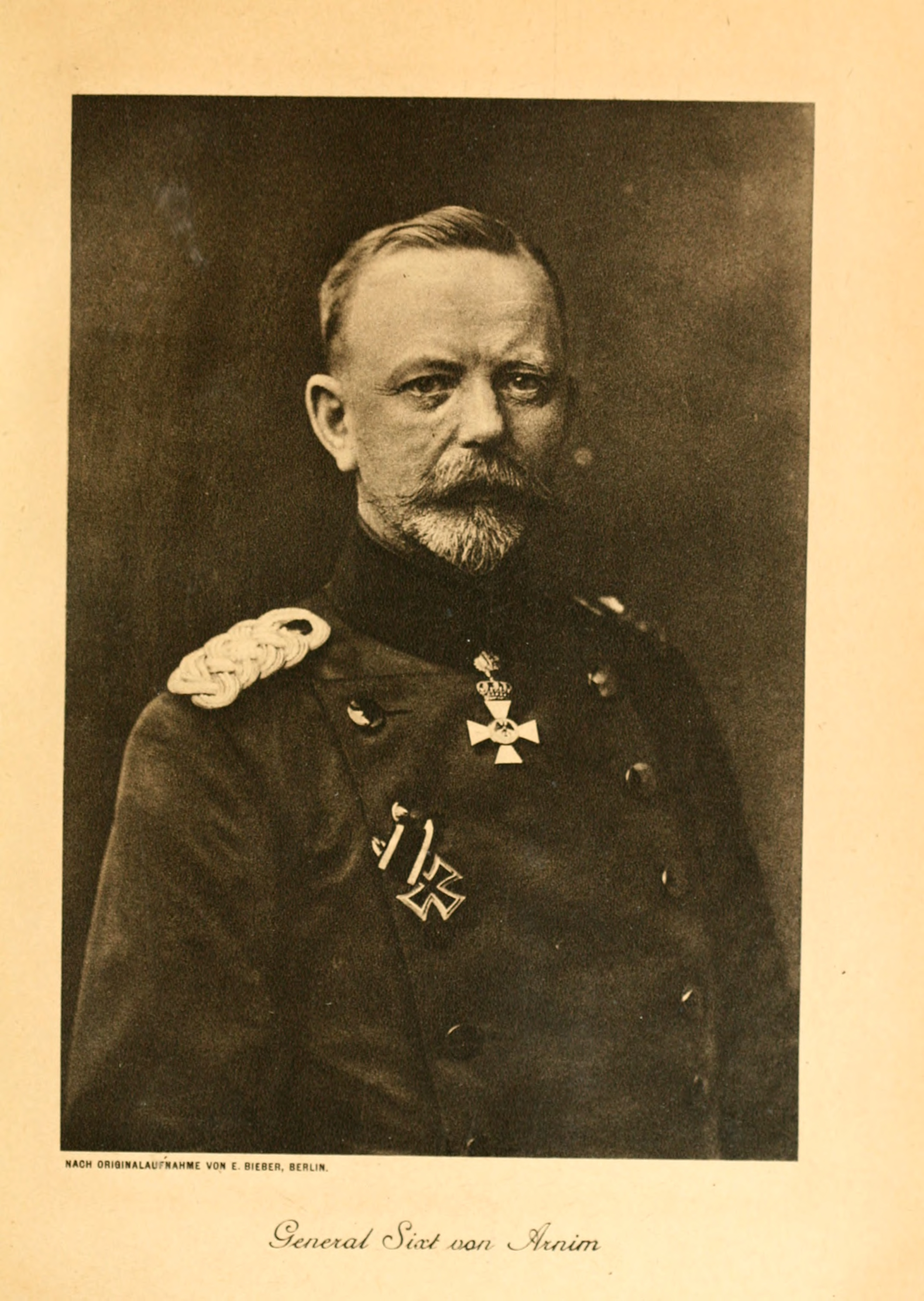
General Sixt von Arnim

Beteiligt waren auf britischer Seite zwei Korps der 1. Armee unter Douglas Haig, das I. Korps (2., 7., und 9. Division) unter Hubert Gough im Norden und südlich anschließend das IV. Korps (1., 15. und 47. Division) unter Henry Rawlinson. Ein weiteres Korps, das XI. (21., 24. Division und Guards Division) unter Richard Haking und die 3. Kavallerie-Division wurden dahinter als Reserve gehalten und griffen erst später in die Kämpfe ein.
Die Hauptlast der Kämpfe auf deutscher Seite trug das IV. Armee-Korps unter Friedrich Sixt von Armin mit der 7., 8. und 123. Infanterie-Division. Ebenfalls involviert waren die südlich des La-Bassée-Kanals zwischen La Bassée und Hulluch stehenden Teile des von Hermann von François geführten VII. Armee-Korps mit der 14. und 117. Infanterie-Division. Beide Korps gehörten der 6. Armee unter Kronprinz Rupprecht von Bayern an. Die zahlenmäßige Überlegenheit der Briten erforderte es, dass später benachbarte, weniger stark beanspruchte Frontabschnitte Teile ihrer Truppen zur Bereinigung der Einbruchstelle abgeben mussten.
Der Angriffsbereich wurde im Norden durch den La-Bassée-Kanal begrenzt, im Süden lag die Grenze auf Höhe des Dorfes Grenay. Die natürliche Begrenzung bildeten zwei Schlackeberge der hier liegenden Kohlezechen (Fosse). Im Norden der Angriffszone lag vor der Fosse 8 das stark befestigte Hohenzollernwerk, das von Teilen der deutschen 117. Infanterie-Division unter Generalleutnant Ernst Kuntze verteidigt wurde. Etwa drei Kilometer hinter der Front auf deutscher Seite und etwa im Zentrum der Angriffszone lag der Ort Hulluch. Ziel der Briten war es, sowohl das Hohenzollernwerk als auch die südlich von Hulluch an der Straße nach Lens liegende Höhe 70 in ihren Besitz zu bringen.

## Verlauf
Der Angriff begann gegen 6.30 Uhr am Morgen des 25. Septembers damit, dass die britischen Truppen unter dem Befehl von General Douglas Haig 140 Tonnen Chlorgas freisetzten. Es war der erste Einsatz von Giftgas durch alliierte Truppen im Ersten Weltkrieg. Windstille am gesamten Frontabschnitt sorgte jedoch dafür, dass das Gas wirkungslos über dem Niemandsland hing und teilweise sogar in die britischen Stellungen zurückströmte. Die schlechte Verarbeitung der britischen Gasmasken, die das Atmen erschwerten und die Sicht einschränkten, sorgten dafür, dass viele Soldaten ihre Masken vorzeitig abnahmen und durch das Gas verletzt wurden oder umkamen.
Der rechte Flügel konnte jedoch dank einer massiven zahlenmäßigen Überlegenheit noch am ersten Tag die Stadt Loos einnehmen und die ersten deutschen Linien durchbrechen. Diesen Vorteil konnten die Briten jedoch vorerst nicht nutzen, da die Reservedivisionen unter John French mitsamt ihrer Artillerie vor Angriffsbeginn zu weit hinter der Front stationiert worden waren. So konnten die großteils aus frischen Rekruten bestehenden Divisionen erst am zweiten Tag in die Kämpfe eingreifen und mussten dabei fast vollständig ohne Artillerieunterstützung gegen großteils unzerstörte deutsche Befestigungen vorgehen. Zusätzlich setzte ein deutscher Gegenangriff ein, der die Briten bis zum 28. September auf ihre Ausgangsstellungen zurückwarf. In den Kämpfen der darauf folgenden Tage ging es den deutschen Truppen darum, die zuvor verlorene und noch immer in britischer Hand befindliche Hohenzollern-Redoute zurückzugewinnen. Die befestigte Stellung wurde am 3. Oktober zurückerobert. Am 8. Oktober versuchten die deutschen Truppen, Gelände auf der gesamten Länge des Frontabschnittes zurückzugewinnen. Der Angriff musste nach starken Verlusten am Abend des Tages abgebrochen werden. Dieses Datum markiert das eigentliche Ende der Schlacht um Loos. Zwar unternahmen die britischen Truppen am 13. Oktober noch einen letzten Versuch, vor dem Beginn des Winters eine neue Offensive durchzuführen, doch schlug diese aufgrund eines Mangels an Handgranaten fehl.

## Folgen

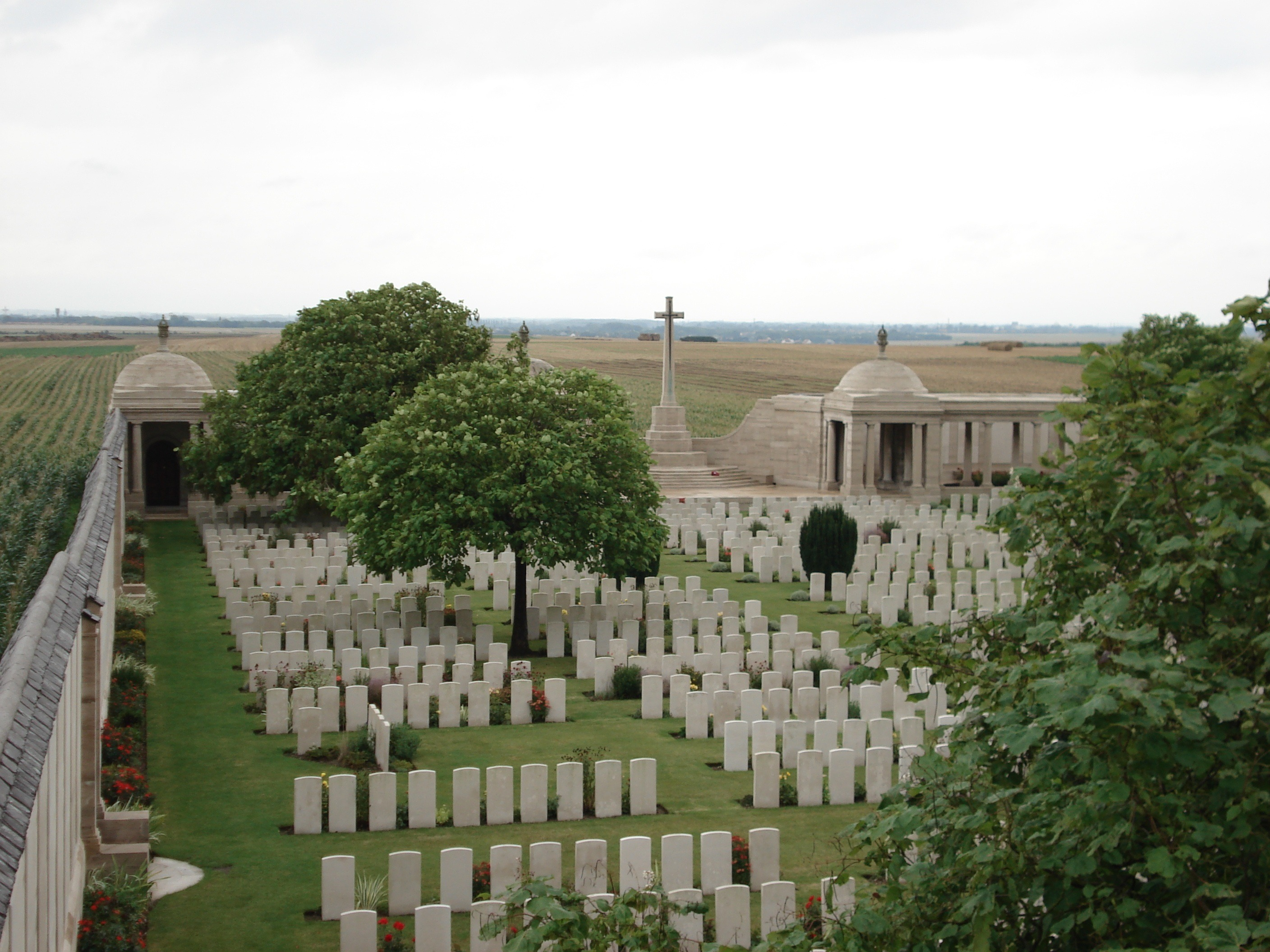
Das Loos Memorial

Das Ziel eines umfassenden Frontdurchbruchs konnte sowohl in Loos als auch an der restlichen Front nicht voll erreicht werden. Neben der fehlerhaften Positionierung der Truppen durch Feldmarschall French wird vor allem die mangelhafte Artillerieunterstützung als Grund für das Scheitern der zahlenmäßig weit überlegenen Briten angesehen. So mussten die Soldaten durch nahezu unzerstörten Stacheldraht auf die deutschen Stellungen vorrücken und erlitten dadurch allein am ersten Tag etwa 20.000 Tote und Verwundete.
Insgesamt beliefen sich die britischen Verluste in der Schlacht auf ungefähr 50.000 Mann und waren dadurch ähnlich hoch wie an den anderen Frontabschnitten der Septemberoffensive. Sie waren mit einer der Gründe dafür, dass French im Dezember 1915 durch Douglas Haig als Oberbefehlshaber der BEF abgelöst wurde.
In der Schlacht von Loos fielen unter anderem der Dichter Charles Sorley, der Dramatiker und Schauspieler Harold Chapin und John Kipling, der Sohn Rudyard Kiplings und der britische Parlamentsabgeordnete Ninian Crichton-Stuart. Auch fiel Fergus Bowes-Lyon, ein Bruder der später sogenannten Queen-Mum Elizabeth und ein Onkel der späteren britischen Königin Elisabeth II. Die 20.000 Namen auf dem Loos Memorial erinnern an die britischen Soldaten, die kein bekanntes Grab haben.